# Stefan Hell
Stefan Walter Hell (n. 23 decembrie 1962, Arad, România) este un fizician german originar din România, laureat al Premiului Nobel pentru Chimie pe 2014. Este director în Institutul Max Planck de Chimie Biofizică (Karl-Friedrich-Bonhoeffer-Institut) din Göttingen. În anul 2014 a primit Premiul Nobel pentru Chimie, împreună cu Eric Betzig și William E. Moerner, „pentru dezvoltarea microscopiei fluorescente cu super-rezoluție”.

## Originea
Stefan Hell provine dintr-o familie de șvabi bănățeni. Mama sa a fost învățătoare, iar tatăl inginer. A copilărit la Sântana, în județul Arad, unde a urmat școala elementară între anii 1969 și 1977. În anul 1977 a fost admis la Liceul Nikolaus Lenau din Timișoara, ale cărui cursuri le-a urmat până în 1978, când a emigrat cu familia în Republica Federală Germania.
În anul 2008 i-a fost retrocedată în natură casa părintească din Sântana, imobil situat pe strada Muncii.

## Studiile universitare
Din 1981 a studiat chimia la Universitatea din Heidelberg, unde și-a luat licența în 1987. După aceea și-a început studiile doctorale sub îndrumarea profesorului Siegfried Hunklinger, obținând gradul de doctor în 1990. Tema dizertației a fost „Reprezentarea microstructurilor transparente în microscopul confocal” (în germană Abbildung transparenter Mikrostrukturen im konfokalen Mikroskop). Pentru scurt timp a lucrat ca inventator. În această perioadă l-au preocupat posibilitățile de a îmbunătăți rezoluția microscopiei optice dincolo de limitele atinse până la acel moment de știință, astfel că a pus bazele microscopiei 4Pi, o variantă îmbunătățită a microscopiei de fluorescență.

## Cariera științifică
Între 1991 și 1993 a lucrat la European Molecular Biology Laboratory, în cadrul laboratorului principal din Heidelberg. Aici a reușit să demonstreze practic principiul microscopiei 4Pi și să îmbunătățească considerabil rezoluția în profunzime. Din 1993 a deținut un post la Universitatea Turku din Finlanda, unde a fost șef de echipă în departamentul de fizică medicală. Acolo a dezvoltat principiul microscopului STED, un microscop de fluorescență. În paralel, între 1993 și 1994, a activat timp de 6 luni ca Visiting Scientist, în departamentul Engineering Science de la Universitatea Oxford. 
În 1996 a obținut calificarea postdoctorală care permite în Germania obținerea poziției de profesor universitar (în germană Habilitation). Anul următor s-a angajat la Institutul Max Planck pentru Chimie Biofizică din Göttingen, unde s-a axat pe cercetări în domeniul microscopiei optice. La 15 octombrie 2002 a ajuns directorul institutului. În 2003 a obținut o poziție de conducător al secției de microscopie optică de mare rezoluție din cadrul DKFZ, pentru ca în 2004 să fie numit profesor onorar la Universitatea din Göttingen.
Hell este membru de onoare al Academiei Române din 2012.

## Legături externe
- en  Curriculum vitae on the Website of Max Planck Institute for Biophysical Chemistry Arhivat în 2 martie 2008, la Wayback Machine., mpibpc.gwdg.de
- ro  Nobel 2014. Stefan W. Hell, laureatul Nobel născut în România: Îmi place să fiu om de știință, 8 octombrie 2014, Florin Bădescu, Gândul
- ro  Ștefan Hell: A fost o ușurare imensă să plec din România, unde nu îți era permis să spui ce crezi, 9 octombrie 2014, Hotnews
- ro  Președintele Academiei Române: Cercetarea lui Stefan Hell, un pas uriaș pentru că a spart o barieră, 8 octombrie 2014, Mediafax